# Castelo de Terena
O Castelo de Terena localiza-se na povoação e freguesia de mesmo nome, município de Alandroal, Distrito de Évora, na região do Alentejo, em Portugal.
Em posição dominante no alto de um monte, integrou a linha de defesa do rio Guadiana, juntamente com os castelos de Juromenha, Alandroal, Monsaraz e Mourão.
O Castelo de Terena está classificado desde 1946 como Monumento Nacional.

## História

### Antecedentes
Embora a primitiva ocupação humana da região remonte à pré-história, não há informações acerca do primitivo povoamento ou fortificação da atual Terena.

### O castelo medieval
As informações documentais mais antigas sobre a povoação datam do reinado de D. Afonso III (1248-1279), quando o cavaleiro-régio Gil Martins e sua esposa, D. Maria João, lhe passaram foral, em 1262. Embora se desconheça uma data precisa para o início das obras de construção do castelo, acredita-se que terá tido lugar neste período, uma vez que a fronteira do Alto Guadiana se revestia de importância estratégica para a Coroa portuguesa, e dado o interesse manifestado pelo rei D. Dinis (1279-1325) na consolidação desta linde, assegurada ainda pelos castelos de Elvas, Juromenha e Alandroal.
Sob o reinado de D. Fernando (1367-1387) o castelo e a sua barbacã encontram-se referidos (1380), o que denota que os trabalhos de fortificação encontravam-se em progresso.
Após a crise de 1383-1385, D. João I (1385-1433) fez a doação dos domínios da vila à Ordem de Avis, o que alguns autores compreendem como um indicativo de obras de recuperação e modernização da sua defesa.
D. João II (1481-1495) nomeou como Alcaide-mor da vila a Nuno Martins da Silveira (1482), nome associado a obras de reconstrução no castelo. Essa ampla campanha de obras prosseguiu nas primeiras décadas do século XVI, sob o reinado de D. Manuel I (1495-1521) vindo a ser completadas as obras na Torre de Menagem e no paço de alcaides. Nesta fase, o castelo encontra-se figurado por Duarte de Armas (Livro das Fortalezas, c. 1509). O risco da torre de menagem é atribuído aos arquitectos do reino, Diogo e Francisco de Arruda.

### Da Guerra da Restauração aos nossos dias
No contexto da Guerra da Restauração da independência portuguesa, a posição defensiva do castelo foi preterida em detrimento da fortificação da Praça-forte de Elvas, que concentrou os esforços dos arquitetos militares. Embora por essa razão não tenha conhecido obras de modernização no período, mas tão somente de reforço, como o demonstra a Porta das Sortidas, voltada para a Espanha, a sua defesa veio a sofrer estragos sob ataque de tropas sob o comando do duque de São Germano.
No século XVIII, sofreu novos danos causados pelo terramoto de 1755.
O castelo encontra-se classificado como Monumento Nacional por Decreto publicado em 2 de Junho de 1946.
A intervenção do poder público no monumento, entretanto, só se fez sentir a partir de 1937, por intermédio da Direcção-Geral dos Edifícios e Monumentos Nacionais (DGEMN), em campanha que incluiu a reconstrução de um pano de muralha e a reinvenção de ameias. Mais recentemente, tendo passando para a afetação do IPPAR, na década de 1980 foram promovidos trabalhos na Torre de Menagem, entre os quais se destacam a reconstrução de abóbadas. Alguns críticos notam que foram adulterados elementos arquitetônicos originais nestas campanhas, vindo assim a descaracterizar o monumento.
A partir do ano 2000 as dependências do castelo tem sido utilizadas como cenário para o encontro anual da Inter-Medieval, uma associação internacional de sociedades de recriação histórica medieval fundada naquele ano por iniciativa Ordem da Cavalaria do Sagrado Portugal. Um dos pontos altos desses encontros é a recriação de um torneio medieval.
Em 2021, deixou de ser tutelado pelo Governo passando para a responsabilidade da Câmara.

## Características
De modestas dimensões, o castelo apresenta planta no formato pentagonal irregular, com quatro torres de planta circular dispostas assimetricamente, apenas uma protegendo um ângulo da muralha.
Embora figurada por Duarte de Armas, não se conhece bem a primitiva entrada do castelo. O seu desenho revela um acesso direto, protegido em ambos os lados por cubelos associados à torre de menagem, a meio de um dos panos da cerca.
A torre de menagem apresenta planta quadrangular, dividida internamente em dois pavimentos. Cunhada em cantaria, é dotada de seteiras cruciformes, porta de capitelação encorada e balcões manuelinos, sobrepujada pelo sino de correr.
A defesa do portão atual, manuelino, em cotovelo, encimado por dois grandes arcos de volta perfeita, com impostas marcadas e decoradas com bolas e entrelaçados, é complementada por uma pequena barbacã, cujo terraço ameado é alcançado por um adarve. A remodelação do conjunto do portão e da torre de menagem, cujo interior foi apalaçado na ocasião, é atribuída aos irmãos Diogo e Francisco de Arruda, por volta de 1514.
Em lado oposto ao portão principal rasga-se na muralha a Porta do Campo, também denominada como Porta do Sol. Entaipada durante as obras promovidas no final do século XVII, apresenta ainda a primitiva estrutura dionisina, em arco apontado ao estilo gótico, ladeada por dois torreões de planta circular.